# Hubai László
Hubai László (Jászapáti, 1956. január 30.) történész, tudományos kutató, tanár.

## Élete
Szülei Hubai László és Holló Rozália, gyermekei: Katalin és László.
Az egyetem elvégzése után néhány hónapig gépészmérnökként alkalmazták az Észak-magyarországi Állami Építőipari Vállalatnál. A 16 hónapos sorkatonai szolgálatot Szolnokon egy műszaki zászlóaljnál töltötte, 1981-ben őrmesterként szerelt le. A következő hét évben a KISZ KB apparátusában dolgozott, 1983-tól mint az Értelmiségi Fiatalok Tanácsa titkára. Közben elvégezte az ELTE BTK történelem kiegészítő szakát, s 1988 őszétől az MTA tudományos továbbképzési ösztöndíjasa volt. Így további pályafutása a történelemtudományhoz és a jelenkorkutatáshoz kapcsolódik.
1989-től az elsők között kezdte el történeti adatbázisok kiépítését. 1991-ben vette át az Akadémiai kiadó megbízásából az elhunyt Bölöny József kormánytörténeti szaklexikonának folytatását. E munka azóta három újabb kiadást ért meg. A Politikatörténeti Intézetben 1992-ben kezdte el a többpárti parlamenti választások (1920–1947, majd 1990-től) adatainak levéltári felderítését, majd adatbázisokba történő rögzítését. A többpárti választások politikatörténetét választásonként összefoglaló szerkesztett kötet három kiadásban jelent meg. 2001-ben jelent meg a Magyarország választási atlasza 1920–2000 könyvei három kötetben CD melléklettel. 1993-ban kapcsolódott be a "Jelenkutató Alapítvány" parlamenti almanachok elkészítésének munkálataiba, 1998-tól mint az almanach sorozat egyik szerkesztője. A parlamenti választások és az 1945 utáni korlátozott polgári demokrácia időszakából rendszeresen jelennek meg tanulmányai.
91 tudományos közleményt, benne 27 könyvet adott közre; 37 monográfiába, szakkönyvbe írt fejezetet vagy részletet.
Oktatási tevékenységét vendégelőadóként az ELTE BTK-kezdte, majd a Társadalomtudományi karon folytatta 2007-ig, majd 2015-től ismét a BTK-n. A hazai választások történetéhez, illetve a választási statisztikához és földrajzhoz kapcsolódóan a Corvinus Egyetem Államigazgatási Karának továbbképzésein (2008–2011), majd a Nemzeti Közszolgálati Egyetem választásigazgatási továbbképzési szakán 2015-től. A Szegedi Tudomány politológus mesterképzésén (2010–2013) tartott kurzusokat. 2001-től a Milton Friedman Egyetemen oktat 20. századi egyetemes és magyar történelmet, valamint kutatási területeihez tartozó kurzusokat.

## Iskolák, tudományos előmenetel
- 1970–1974: Szamuely Tibor Gépipari Szakközépiskola, Szolnok, középfokú közlekedésgépgyártó
- 1974–1979: Nehézipari Műszaki Egyetem Gépészmérnöki Kar, Miskolc, okleveles gépészmérnök
- 1982–1985: ELTE BTK történelem kiegészítő szak, okleveles történelem szakos középiskolai tanár
- 1988–1991: MTA tudományos továbbképzési ösztöndíjas
- 1999–: a történelemtudományok kandidátusa (MTA TMB)
- 2009–: habilitált doktor (ELTE BTK történelemtudomány)

## Munkahelyek, beosztások
- 1979–1981: Észak-Magyarországi Építőipari Vállalat beosztott mérnök
- 1981–1988: KISZ KB, PKO, majd APO politikai munkatárs, 1983-1988 osztályvezető, az Értelmiségi Fiatalok Tanácsa titkára
- 1988–1991: MTA TMB tudományos továbbképzési ösztöndíjas
- 1991–2008: Politikatörténeti Intézet, 1995-1999 tudományos munkatárs, 1999-2008 tudományos főmunkatárs
- 2001–: Zsigmond Király Egyetem (2001–2003: főiskolai docens, 2003–: főiskolai tanár, Nemzetközi és Politikai Tanulmányok Intézete, 2004–2016: tanszékvezető, Történelem és Földrajztudományi Tanszék)

## Kutatási területei
- Többpárti parlamenti választások története és választási földrajza Magyarországon – 1920-tól napjainkig;
- Archontológia: Magyarország kormányai és parlamenti almanachok;
- Magyarország politikatörténete a II. világháború után, 1944-1948.
- Térinformatika alkalmazási lehetőségei a politikai és a történeti jelenségek, folyamatok kvantifikálásában.

## Könyvek, internetes megjelenés
- Hubai László: Magyarország XX. századi választási atlasza I–III. + CD-ROM, Bp., Napvilág Kiadó 2001
- Bölöny József–Hubai László: Magyarország kormányai 1848–2004; ötödik, javított, bővített kiadás, Bp., Akadémiai Kiadó 2004
- Hungary, in: Elections in Europe. A Data Handbook. Szerk.: Nohlen, Dieter/Stöver, Philip Baden-Baden, Nomos 2010, 871–946. (társszerző: Florian Glotz)
- Parlamenti választások Magyarországon 1920-2010, 3. kiadás bővített, átdolgozott kiadás, szerk.: Földes György–Hubai László, Bp., Napvilág Kiadó 2010
- A 2006-ban megválasztott Országgyűlés almanachja. Főszerk.: Marelyin Kiss József, szerk.: Horváth Zsolt és Hubai László. Bp., A Magyar Országgyűlés kiadása 2009
- A 2002-ben megválasztott Országgyűlés almanachja. Főszerk.: Marelyin Kiss József, szerk.: Horváth Zsolt és Hubai László. Bp., A Magyar Országgyűlés kiadása 2005
- Az 1998-ban megválasztott Országgyűlés almanachja. Főszerk.: Marelyin Kiss József, szerk.: Horváth Zsolt és Hubai László. Bp., A Magyar Országgyűlés kiadása 2001
- Az 1947. évi Országgyűlés almanachja 1947–1949. Történelmi sorozat III. Főszerk.: Marelyn Kiss József, Vida István, szerk.: Horváth Zsolt és Hubai László. Bp., Magyar Országgyűlés kiadása 2005
- Az 1945. november 29-re Budapestre összehívott Nemzetgyűlés almanachja 1945. november 29. – 1947. július 25.  Történelmi sorozat II. Főszerk.: Vida István, szerk.: Kiss József, Horváth Zsolt, Hubai László. Bp., A Magyar Országgyűlés kiadása 1999
- Útkeresők. A magyar szociáldemokrácia tegnap és ma. Szerk.: Feitl István, Földes György, Hubai László. Bp., Napvilág Kiadó 2004
- A magyar parlament 1944–1949. Szerk. és a függeléket összeáll.: Hubai László és Tombor László. Bp., Gulliver Lap- és Könyvkiadó 1991

## Szakmai-tudományos közélet
- Magyar Történelmi Társulat 1991–
- Magyar Politikatudományi Társaság 1998–
- Magyar Statisztikai Társaság 2007–
- Jelenkutató Alapítvány kuratóriuma 2002–2012
- A Múltunk című folyóirat szerkesztőbizottsága 2003–2005, Tanácsadó Testület tagja 2005–
- A Pest Megye Történeti Monográfiájáért Alapítvány kuratóriuma 2003–2011
- Választási Szakértők Kollégiuma 2008–2010
- Táncsics Alapítvány kuratóriuma 2005–2008

## Kitüntetései
- Munka Érdemrend ezüst fokozat (1988)
- A Magyar Köztársasági Érdemrend lovagkeresztje, polgári tagozat (2007)